# 超アブない激辛刑事 カリー&ペッパー
『超アブない激辛刑事 カリー&ペッパー』（ちょうあぶないげきからでか かりーあんどぺっぱー、原題：咖喱辣椒）は、1990年公開のチャウ・シンチー（周星馳）主役を務めた映画。日本では劇場未公開。

## プロット
返還前の香港。カリーとペッパーは尖沙咀警察の刑事捜査課(CID)に勤務する刑事である。ある日、美人TVレポーターのジョーイ・ロウが警察ドキュメンタリー番組を撮影する為、カリーとペッパーに密着取材を申し込む。ジョーイに良いところを見せたいカリー&ペッパーは馴染みの情報屋テニーからのタレ込みを受けて武器密輸の現場を押さえようと勝手に張込みを行うも、実は警察の政治部も同じ取引を抑えようと計画しており、カリー&ペッパーが追っていた男マッドドッグの正体は政治部のおとり捜査官であった。おとり捜査を台無しにして大目玉を食らい、この事件には関わるまいと決断する2人。しかし後日、マッドドッグの正体に気づいた武器密輸団の殺し屋パオユがマッドドッグを殺害する場面に偶然居合わせた事から、否応なく事件に巻き込まれていく事になる。さらにジョーイをめぐって彼ら2人の友情にもヒビが入り始める。

## キャスト
| 役名             | 俳優                     |
| ---------------- | ------------------------ |
| ペッパー         | チャウ・シンチー         |
| カリー           | ジャッキー・チュン       |
| ジョーイ・ロウ   | アン・ブリッジウォーター |
| テニー（情報屋） | エリック・ツァン         |
| パオユ（殺し屋） | ブラッキー・コー         |

## 興行収入
香港では1990年5月24日から6月29日まで上映され、15,777,856香港ドルの興行収入を記録した。